# Gildeglas

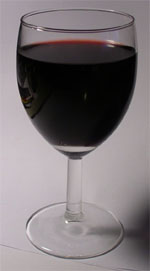
Gildeglas

Het gildeglas is een wijnglas volgens oorspronkelijk ontwerp uit 1930 van Copier. Het gildeglas werd door Glasfabriek Leerdam in de jaren dertig op de markt gebracht als (glas)servies "Gilde". Vanwege het blijvende verkoopsucces is het glas nog steeds in productie. 